# Mughef-Itin
Mughef-Itin est une localité du Cameroun située dans la commune de Njinikom et le département du Boyo.

## Population
Lors du recensement de 2005, on a dénombré 752 personnes.